# U-555
U-555 — средняя немецкая подводная лодка типа VIIC времён Второй мировой войны.

## История
Заказ на постройку субмарины был отдан 25 сентября 1939 года. Лодка была заложена 2 января 1940 года на верфи Blohm & Voss (Гамбург) под строительным номером 531, спущена на воду 7 декабря 1940 года, вошла в строй 30 января 1941 года под командованием капитан-лейтенанта Ганса-Йоахима Хоррера.

### Командиры
- 30 января 1941 года — 25 августа 1941 года капитан-лейтенант Ганс-Йоахим Хоррер
- 26 августа 1941 года — 4 февраля 1942 года капитан-лейтенант Гёц фон Хартман
- 5 февраля 1942 года — август 1942 года оберлейтенант цур зее Хорст Рендтель
- август 1942 года — 4 октября 1942 года лейтенант цур зее Франц Саар
- 5 октября 1942 года — 30 ноября 1943 года лейтенант, оберлейтенант цур зее Дитер Эрдман
- 1 декабря 1943 года — март 1945 года оберлейтенант цур зее Детлеф Фриц

### Флотилии
- 30 января 1941 года — 30 ноября 1942 года — 24-я флотилия (учебная)
- 1 декабря 1942 года — март 1945 года — 21-я флотилия (учебная)

### История службы
Из-за нехватки торпедных аппаратов U-555 получила вместо пяти аппаратов лишь три: два носовых и кормовой. Поэтому лодка не совершала боевых походов, а в течение всей карьеры использовалась как учебная. Находилась в Тронхейме, Олесунне, Киле, Пиллау, Мемеле, Гамбурге. Выведена из эксплуатации в марте 1945 года в Гамбург-Финкенвердере. 3 мая 1945 года захвачена британскими войсками. В 1946 году отправлена на слом.